# Naugachhia
Naugachhia là một thành phố và là một khu vực quy hoạch (notified area) của quận Bhagalpur thuộc bang Bihar, Ấn Độ.

## Địa lý
Naugachhia có vị trí 25°24′B 87°06′Đ / 25,4°B 87,1°Đ Nó có độ cao trung bình là 25 mét (82 feet).

## Nhân khẩu
Theo điều tra dân số năm 2001 của Ấn Độ, Naugachhia có dân số 38.288 người. Phái nam chiếm 54% tổng số dân và phái nữ chiếm 46%. Naugachhia có tỷ lệ 48% biết đọc biết viết, thấp hơn tỷ lệ trung bình toàn quốc là 59,5%: tỷ lệ cho phái nam là 56%, và tỷ lệ cho phái nữ là 38%. Tại Naugachhia, 19% dân số nhỏ hơn 6 tuổi.